# Mistrzostwa Świata w Kolarstwie Torowym 1912
20. Mistrzostwa Świata w Kolarstwie Torowym 1912 odbyły się w amerykańskim Newark. W tym roku nie odbył się wyścig ze startu zatrzymanego amatorów.

## Medaliści

### Mężczyźni
| Konkurencja                              | Złoto            | Srebro        | Brąz            |
| ---------------------------------------- | ---------------- | ------------- | --------------- |
| Sprint indywidualny amatorów             | Donald McDougall | Harry Kaiser  | James Diver     |
| Sprint indywidualny zawodowców           | Frank Kramer     | Alfred Grenda | André Perchicot |
| Wyścig ze startu zatrzymanego zawodowców | George Wiley     | Elmer Collins | Jimmy Moran     |

## Klasyfikacja medalowa
| Miejsce | Państwo           |   |   |   | Razem |
| ------- | ----------------- | - | - | - | ----- |
| 1.      | Stany Zjednoczone | 3 | 2 | 2 | 7     |
| 2.      | Australia         | 0 | 1 | 0 | 1     |
| 3.      | Francja           | 0 | 0 | 1 | 1     |